# Vi è ben noto
Vi è ben noto, en español, "Conocéis bien", es la vigésima segunda encíclica de León XIII, dirigida a los católicos italianos, por lo que se publicó simultáneamente en italiano y en latín (con Vos probe nostis como incipit). En ella exhorta al pueblo italiano sobre la importancia del rezo del rosario para mejora de la vida pública. Además eleva para toda la iglesia la categoría litúrgica de la fiesta de la Virgen del Rosario.

## Contenido
Se dirige el papa a la Iglesia en Italia y comienza  recordando la confianza en la Iglesia en la intercesión de la Virgen María:

Vi è ben noto quanta fiducia, in mezzo alle presenti calamità, abbiano Noi riposta nella gloriosa Vergine del Rosario per la salvezza e prosperità del popolo cristiano, per la pace e la tranquillità della Chiesa.
Vos probe nostis, his luctuosis temporibus, in praeclara Virgine, quae a Rosario nuncupatur, ad populi Christiani salutem et prosperitatem, atque Ecclesiae pacem tranquillitatemque obtinendam, quantae nobis sit spei.
Bien sabéis vosotros cuánta confianza, en medio de las presentes calamidades, hemos puesto en la gloriosa Virgen del Rosario para la salvación y prosperidad del pueblo cristiano, para la paz y tranquilidad de la Iglesia.

Explica que, precisamente por esto, ante las dificultades el momento presente ha querido reavivar en todos los fieles la devoción a María y en concreto el rezo del santo rosario.
No excluyendo a ninguna nación en su preocupación pastoral, el papa mira al pueblo italiano con especial predilección pues Jesucristo eligió a Italia como sede de su Vicario en la tierra. Precisamente en esta nación la fe y la moral cristiana son atacadas, "de modo insidioso o abiertamente con cinismo repulsivo". El papa contempla esta situación con especial amargura por la situación en que se encuentra y esto hace más necesario implorar la ayuda de Dios y la protección de la Virgen. Es por esto

Es por eso que Nosotros, para hacer más propicia a esta potentísima Reina, pretendemos honrarla cada vez más bajo la invocación del Rosario y aumentar su culto. Por eso, a partir del año en curso, hemos decidido elevar la solemnidad del Rosario a un doble rito de segunda clase
 para toda la Iglesia.

Desea además que durante el siguiente mes de se ruegue insistentemente a la Santísima Virgen rogándole 

por la exaltación de la Iglesia y de la Sede Apostólica, por la libertad del Vicario de Jesucristo en la tierra, por la paz y la prosperidad públicas.

Exhorta a los obispos italianos que traten de despertar en todo el pueblo a ellos encomendado una fe vigorosa, viva y operante y llamarlos con la penitencia al fiel cumplimento de los deberes del cristiano. 